# クリスティー・ミスト
クリスティー・ミスト（Kristi Myst、1973年12月25日 - ）は、アメリカの元ポルノ女優、元プロレスラーである。

## ポルノの経歴
ミストはロサンゼルスで歯科助手として働いていた時に、アダルトエンターテインメント業界に入ることを決意した。彼女は1995年にアダルト映画に出演する前、『ハスラー』誌の表紙撮影、『ハイ・ソサエティ』誌と『ニュー・レイヴ』誌のレイアウトの仕事をした。
ミストの最も有名な映画には、ホラーパロディの『バフィー・ザ・バンパイア・レイヤー』シリーズがある。このシリーズのデヴィッド・ヘインズ製作による『Buffy Down Under』（1996年）は、オーストラリアで製作されたアダルト映画の中で、史上最高の売上を記録した。
彼女は映画『In The Days of Whore』（エクストリーム・アソシエイツ）で尿道性愛を伴う乱交シーンにより、2001年AVNアワードのベストアナルセックスシーン（ビデオ部門）を受賞した。ミストはこのシーンの撮影中に精神的に崩壊し、シーンの撮影を完了するよりも映画の撮影をやめて業界を去りたいと考えていた。

## プロレスの経歴
彼女は1999年にXPWに参加してプロレス界に進出し、リジー・ボーデンと抗争した。彼女はECWのHeatWave 2000PPVで起きたある事件に居合わせた。何人かのXPWレスラーがECWのイベントに参加し、XPWとECWの選手間で口論となった。ECWのロッカールームの多くの選手がリングサイドに駆けつけ、XPWの選手たちを会場の外へ案内した。
ミストは2001年にタミー・リン・シッチとミッシー・ハイアットと共にWrestling Vixxxensのウェブサイトに参加した。

## 引退
2001年1月、彼女は子育てのために業界を去った。2005年のインタビューで、彼女は自身を「専業主婦」であり、X-メンコミックのファンだと語っている。